# Radiochemia

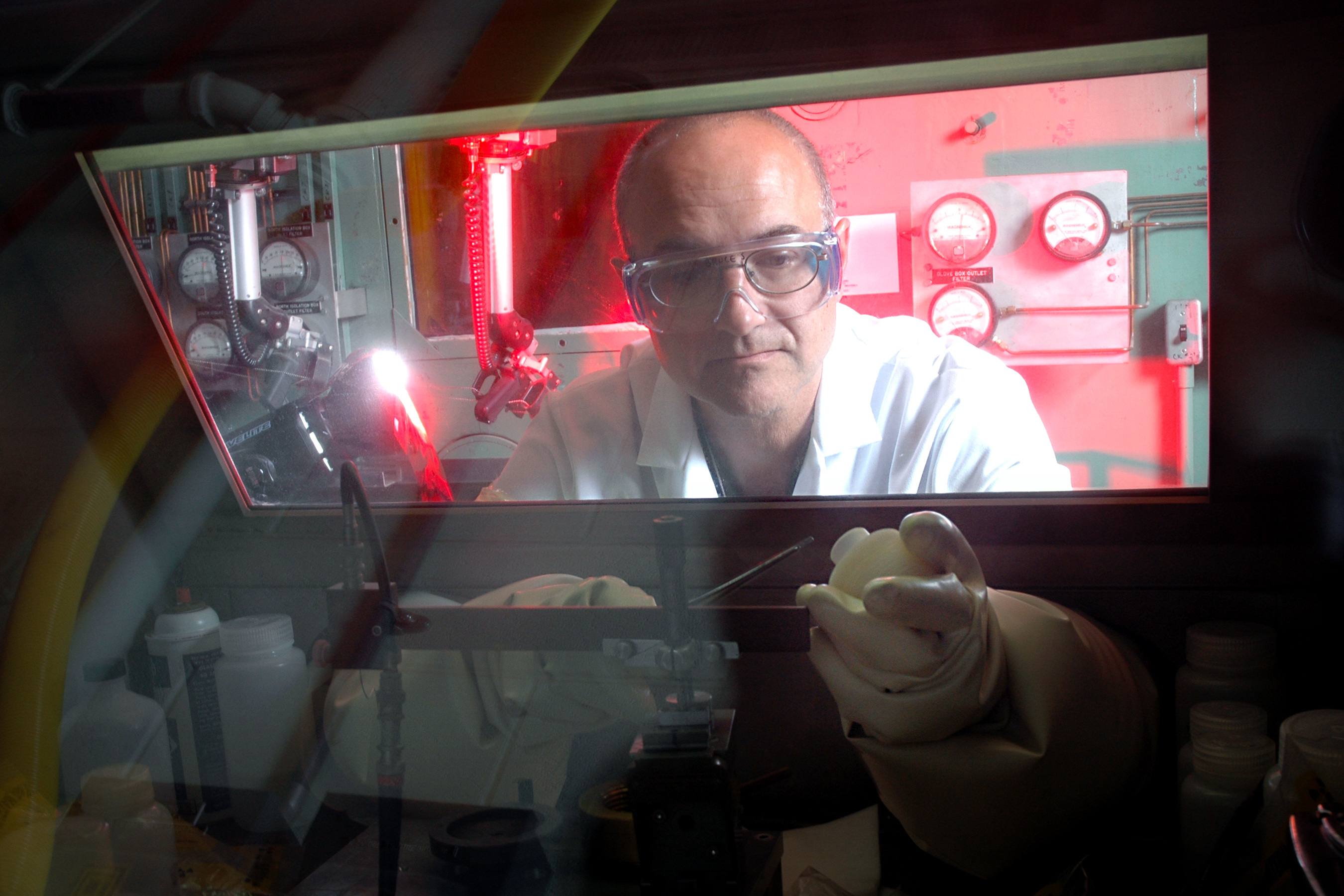
Praca radiochemika w komorze rękawicowej

Radiochemia – dział chemii jądrowej poświęcony badaniom przemian chemicznych substancji promieniotwórczych (np. transuranowców) oraz własności fizykochemicznych związków zawierających określone izotopy (np. wymiana izotopowa, efekt izotopowy, wskaźniki izotopowe). Przedmiotem zainteresowania radiochemii jest także oczyszczanie i zastosowanie radioizotopów w nauce i technice oraz wytwarzanie i utylizacja paliwa jądrowego.